# قانون كورفوازييه
قانون كورفوازييه (بالإنجليزية: Courvoisier's law)‏ ينصُ على أنَّ وجود مرارة متضخمة مجسوسة ولكنها غير مؤلمة، مع وجود يرقان خفيف غير مؤلم، من غير المحتمل أن يكون السبب هو حصوات صفراوية. غالبًا ما يُستخدم المصطلح لوصف موجودات الفحص الجسدي في الربع العلوي الأيمن من البطن. توحي هذه العلامة إلى احتمال وجود سرطانٍ خبيث في المرارة أو سرطانٍ بنكرياسي، وأنَّ هذا الانتفاخ من غير المحتمل أن يكون بسبب الحصوات الصفراوية.
عندما نُشرت ملاحظات لودفيج جورج كورفوازييه في ألمانيا عام 1890، لم يُشر فيها إلى كلمة "قانون"، ولم يذكر السرطان الخبيث أو الألم. هذه النقاط عادةً ما تُسبب تشويشًا في الكتابات الطبية.
يُسمى قانون كورفوازييه أيضًا: علامة كورفوازييه، متلازمة كورفوازييه، علامة كورفوازييه-تيرير.